# HŽ Infrastruktura
HŽ Infrastruktura d.o.o. je chorvatská společnost, která je zodpovědná za provozování a údržbu chorvatské železniční sítě. Společnost je zcela ve vlastnictví Chorvatské republiky, její sídlo je v Záhřebu.

## Historie
V roce 2006 zanikla státní unitární společnost Hrvatske željeznice a její majetek byl rozdělen na nástupnické společnosti. Jednou z nástupnických firem se stala i HŽ Infrastruktura, která vznikla 30. srpna 2006.

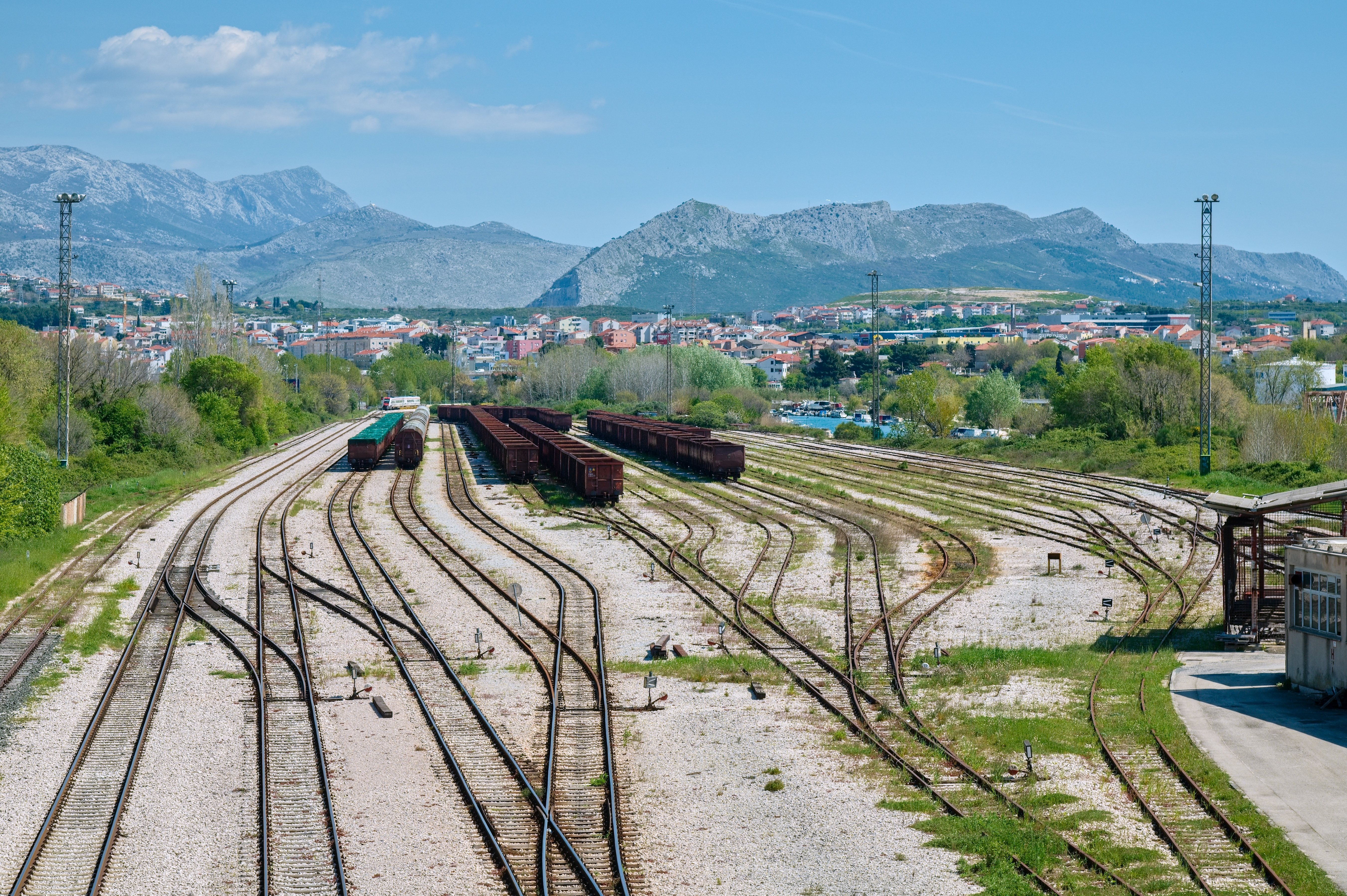
Kolejiště stanice Solin

## Železniční síť
Železniční síť spravovaná společností dosahuje celkové délky 2617 km. Sousedí s železničními infrastrukturami Slovinska (9 hraničních přechodů), Maďarska (3 přechody), Bosny a Hercegoviny (3 přechody s infrastrukturou ŽRS a 2 přechody s ŽFBH) a Srbska (2 přechody).
980 km tratí je elektrizovaných, z toho 977 km soustavou 25 kV, 50 Hz AC a 3 km soustavou 3 kV DC (jde jen o úsek Šapjane – státní hranice).